# Vale-trabalho
Vales-trabalho são um dispositivo proposto para governar a demanda por bens em alguns modelos de socialismo, muito tal como o dinheiro faz sob o capitalismo.
Diferente do dinheiro, entretanto, os vales-trabalho não podem circular, e não são transferíveis entre pessoas. Também, não são trocáveis por nenhum meio de produção, pontanto não sendo transmutável para Capital. Uma vez que a compra é feita, os vales ou são destruídos, ou devem ser re-obtidos através do trabalho. Logo, com tal sistema em realização, roubo monetário tornaria-se impossível.

## Críticas
Capitalistas — sejam estatistas, minarquistas, ou anarcho-capitalistas — geralmente opõem-se a vales-trabalho pois estes não são dinheiro, e portanto proclamar uma economia usando-os não poderia definir preços de acordo com a utilidade marginal, e teoricamente deveria depender da teoria do valor-trabalho, a qual os adeptos da teoria do valor subjetivo geralmente vêem como inflexível e restringente da liberdade econômica e escolha do consumidor. Alguns sistemas propostos que defendem vales-trabalho, nomeadamente participatismo, rejeitam a teoria do valor-trabalho.
O sistema também tem sido criticado por vários socialistas libertários, particularmente anarco-comunistas, que propõem abolir toda a remuneração e preços, e advogam ao invés disto uma economia de oferta com valores determinados por cálculo in natura. Peter Kropotkin, ao criticar a retenção de cheques-trabalho e vales-trabalho, disse:

"como podem eles, após proclamarem a abolição da propriedade privada, e a posse em comum de todos os meios de produção, manterem o sistema de salários de alguma forma? É o que, apesar de tudo, os coletivistas estão fazendo quando eles recomendam cheques-trabalho."

O Movimento Socialista Mundial argumentou contra usar vales-trabalho como sistema permanente, ou temporário enquanto se fizesse a transição para sua desejada economia anarco-comunista baseada em livre acesso. Eles alegam que, vendo que a maioria das ocupações que atualmente existem sob o capitalismo não vão mais existir, a escassez não será mais um problema. Também afirmam:
Vales-trabalho tenderiam a manter a ideia de que nosso valor humano é determinado por quanto, ou quantos, bens nós podemos possuir (ou produzir). Vales-trabalho implicam que alguém deve policiar quem toma os bens produzidos pela sociedade. Em outras palavras, deve haver pessoas que gastam seus tempos para garantir que nenhuma outra pessoa não tomam coisas sem pagar por elas. Isto é normal em uma sociedade orientada em lucro, mas uma perda de trabalho humano no socialismo.